# GTI Club: Rally Côte d'Azur
GTI Club: Rally Côte d'Azur est un jeu vidéo de course édité en 1996 par Konami sur borne d'arcade.

## Système de jeu
Le joueur pilote une voiture contre sept adversaires. Le jeu est composé d'un environnement ouvert qui permet de choisir sa route pour rejoindre la ligne d'arrivée, mais oblige à éviter le trafic routier. La borne inclut un frein à main pour mieux négocier certains virages.